# Бейли, Пол
Пол Бейли (англ. Paul Bailey; 16 февраля 1937[…], Южный Лондон, Большой Лондон — 27 октября 2024) — британский писатель, критик, биограф Синтии Пейн и Квентина Криспа.

## Биография
Пол Бэйли начальное образование получил в Sir Walter St John’s Grammar School For Boys в Баттерси, Лондон. В 1953 году выиграл стипендию в Центральной школе сценической речи и драматического искусства, работал актёром с 1956 по 1964 год.
Стал литературным стипендиатом Ньюкаслского университета и Даремского университета (1972-74), в 1976 году получил Bicentennial Fellowship, что позволило ему отправиться в США, где он был приглашённым лектором по английской литературе в Университете штата Северная Дакота (1977-79). В 1974 году был удостоен премии E. M. Forster Award, а в 1978 году получил премию George Orwell Memorial Prize за эссе «Ограничения отчаяния», впервые опубликованное в журнале The Listener. В 1999 году Бейли был избран членом Королевского литературного общества.
Среди романов Бейли — «В Иерусалиме» (1967), действие которого происходит в доме престарелых и который получил премию Сомерсета Моэма и премию Совета по искусству для писателей; «Исповедь Питера Смарта» (1977) и «Плач Габриэля» (1986), оба вошли в шорт-лист Букеровской премии; и «Сахарный тростник» (1993), продолжение «Плача Габриэля». «Китти и Вергилий» (1998) — история отношений между англичанкой и изгнанным румынским поэтом. В романе «Дядя Рудольф» (2002) рассказчик вспоминает о своей яркой жизни и о том, как его спас от верной смерти в фашистской Румынии дядя, одарённый лирический тенор и одноимённый герой романа. В книге «Одиссея Чепмена» (2011) главный герой Гарри Чепмен, находясь в бреду, вызванном морфием, встречается с персонажами литературы, писателями, умершими друзьями и членами семьи, во время тяжёлой болезни в лондонской больнице. Несмотря на меланхолию и страх, Гарри развлекает медсестёр декламацией любимых стихов, которые он запомнил за всю свою жизнь.
Бейли также написал несколько пьес для радио и телевидения: Пьеса «У кузена Генри» была показана в 1964 году, а его адаптация романа Джо Экерли «Мы думаем о вас» была показана по телевидению в 1980 году. Среди его нехудожественных книг — том мемуаров под названием An Immaculate Mistake: Scenes from Childhood and Beyond (1990), и Three Queer Lives: An Alternative Biography of Naomi Jacob, Fred Barnes and Arthur Marshall (2001).
Бейли также известен как литературный критик и автор The Guardian, в 2001 году возглавил судейскую коллегию Женской премии за художественную литературу.
Умер 27 октября 2024 года в возрасте 87 лет.